# Machimia ebenosticta
Machimia ebenosticta is een vlinder uit de familie van de sikkelmotten (Oecophoridae). De wetenschappelijke naam van de soort werd voor het eerst geldig gepubliceerd in 1946 door Alfred Jefferis Turner.